# Prullans
Prullans è un comune spagnolo di 212 abitanti situato nella comunità autonoma della Catalogna (comarca della Baixa Cerdanya, nella provincia di Lleida).

## Geografia fisica
Il villaggio domina da nord la valle de La Cerdanya nei Pirenei, percorsa dal fiume Segre da est ad ovest, di fronte alla Serra del Cadí ed è infatti noto come Balcón de la Cerdanya ("Balcone de La Cerdanya").

## Storia
L'origine dell'abitato risale probabilmente all'età del bronzo. Sul passo di Oren, sopra il paese si trova il dolmen de la Roca Cobertorrassa, scoperto nel 1915.
Nel IX secolo è attestato come parrocchia del vescovado de La Seu d'Urgell e fu oggetto di dispute nell'XI secolo tra il conte di Cerdanya Ramon Guifré e un suo vassallo. Il castello fu quindi dall'XI secolo sede della baronia dei Cadell, passata più tardi ai Descatlar (XVI secolo), ai Linyau (XVII secolo) e ai marchesi di Monistrol (XVIII secolo).
Il municipio appartenne dal 1716 alla vegueria di Cerdanya e, fino al 1833 al "coreggimento" di Puigcerdà (attuale capoluogo della comarca), salvo la parentesi dell'occupazione francese nel 1812-1813, quando fu istituito nella zona il dipartimento del Segre. In seguito dipese dalla circoscrizione giudiziaria de La Seu d'Urgell e dalla rodalia di Bellver de Cerdanya.

## Monumenti e luoghi d'interesse
- Chiesa di Santo Stefano (Sant Esteve), in stile romanico, probabilmente risalente all'VIII secolo.
- Castello: Casa de els Barons (recinto fortificato) e "La Bastida" (edificio fortificato), entrambi inseriti nella lista dei monumenti della provincia di Lleida.

## Economia

### Turismo
Il villaggio si trova sul Camí dels Bons Homes o Camino de los Buenos Hombres, un sentiero turistico (sendero de Gran Recorrido GR-107) di 188 km tra il santuario di Querait a Berga (Spagna) e il castello di Montségur (Francia) che ripercorre le vie di migrazione dei Catari durante il XIII e XIV secolo.
Vi ha sede la Reserva natural de fauna salvaje Riu Segre-Prullans, in cui un tratto del fiume Segre è protetto per salvaguardare l'habitat della lontra.
Nel territorio municipale si apre inoltre l'imbocco della Cueva de Anes, una grotta naturale, la cui galleria principale si estende per circa 385 m nel territorio del confinante comune di Bellver de Cerdanya. La grotta fu esplorata nel 1950 dagli speleologi J. Montordiol e F. Español. Vi si sono svolte prove di resistenza alla solitudine nel 1990 e 1991 da parte dello speleologo Emili Reyes. Nella grotta si sono effettuati inoltre scavi archeologici.